# Constantin Gebauer
Constantin Gebauer (n. 18 octombrie 1846, București – d. 9 martie 1920) a fost un om de afaceri și editor român. Este cunoscut pentru deschiderea și întreținerea primului magazin de instrumente muzicale din Principatele Române și a unei edituri de prestigiu specializate pe comercializarea partiturilor muzicale.

## Familia Gebauer
Iosif Gebauer, bunicul lui Constantin, era de origine austriac. Fiul acestuia, Alexius Gebauer (1815 - 1889), s-a stabilit în Țara Românească ca profesor de pian. S-a căsătorit cu Magdalena Wagner și au dat naștere unui fiu, Constantin.
Soția lui Constantin Gebauer s-a numit Emma Gebauer. Ei i-a dedicat compozitorul Iosif Ivanovici celebrul său vals, „Valurile Dunării”, cu ocazia primei publicări a piesei, la editura Gebauer, în 1880. Fiica soților Gebauer, Jenny, a îmbrățișat arta scenică și a fost căsătorită cu magistratul Duiliu Ioanin-Romanov, locuind în casele din Strada Polonă nr. 70, București.

## Activitate

### Context

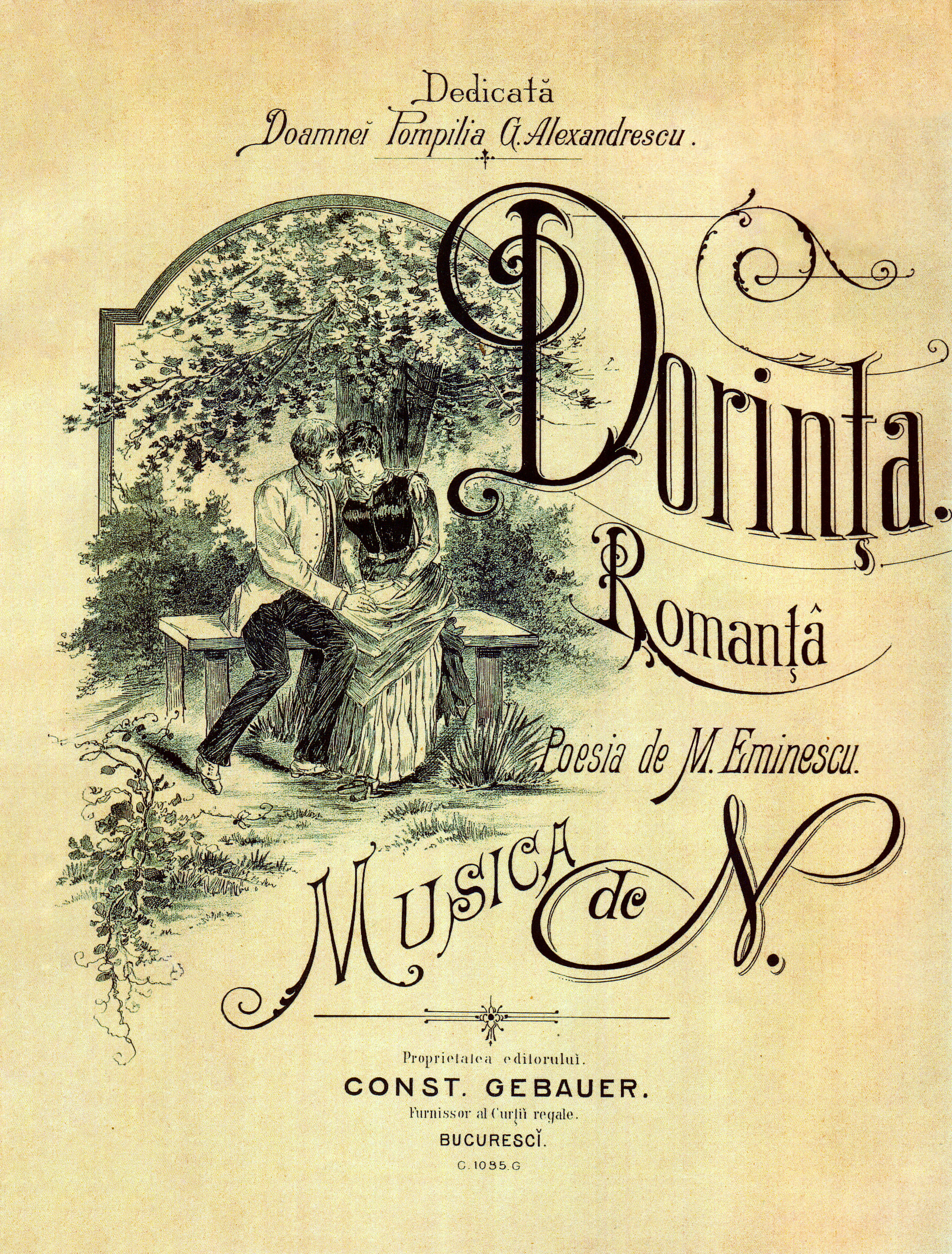
Coperta partiturii pentru liedul „Dorinţa” de N., publicată la imprimeria Gebauer.

Sub domnia principelui Barbu Știrbei în Valahia, țara a intrat sub ocupație rusească (1853), apoi austriacă (1854). Țara va împrumuta în următorii ani numeroase mode din Occident, mai ales pe filieră austriacă. Profitând de deschiderea la nou a populației de la oraș, Alexius Gebauer, urmat de fiul său, investește într-o afacere fără precedent în țară, începând comercializarea de instrumente muzicale en detail. Legăturile tot mai strânse cu modelul cultural occidental, între care cererea pentru profesori de pian și invadarea lumii mondene de către dansurile de societate (vals, polcă), au asigurat succesul afacerii deschise de Gebauer cu mari riscuri, în lipsa unei piețe de profil.

### Înflorirea comerțului lui Gebauer
Magazinul lui Gebauer se găsea în București, pe Calea Victoriei, la numărul 43. Inițial, Gebauer a adus în depozitul său piane și pianine (construite de fabrici precum Blüthner, Bösendorfer, Seiler sau Ibach Sohn), pentru ca mai târziu să își completeze oferta cu instrumente din familia viorii, lemne (flaut, piculină, clarinet), dar și armonii ș.a. Tot el a găzduit aici și prima expoziție de pictură a lui Nicolae Grigorescu. În jurul anului 1900, magazinul a început vânzarea de gramofoane.
Firma Gebauer va deveni „furnisorul Curței Regale” [sic! în anii 1880, semn al calității comerțului efectuat de-a lungul anilor. Magazinului de instrumente i se adaugă o editură deosebit de activă până la Primul război mondial, ce a jucat un rol însemnat în propagarea muzicii românești scrise în acele decenii. Editurii i se conferă medalia de aur în cadrul Expoziției Universale de la Paris.

## Compozitori publicați la editura Gebauer
- George Cavadia[4]
- Constantin Dimitrescu[5]
- Iancu Filip
- Iosif Ivanovici[2][6]
- N [sic!]
- Alex Saint-Georges[7]
- P.C. Spanopol[6]
- Jules Wiest[6]

### Partituri
- Catargi, Alexis. Dorința. Editura Jean Feder, București
- Filip, Jancu. De ce nu'mi vii?. Editura Const. Gebauer, București
- Filip, Jancu. Pe lângă plopii fără soț. Editura Const. Gebauer, București
- N. Dorința. Editura Const. Gebauer, București